# Andrei Rafailowitsch Nagumanow
Andrei Rafailowitsch Nagumanow (russisch Андрей Рафаилович Нагуманов, englische Transkription: Andrey Rafailovich Nagumanov; * 21. Februar 1987 in Leningrad) ist ein ehemaliger russischer Fußballspieler.

## Karriere
In seiner Jugend spielte Nagumanow für Zenit Sankt Petersburg. Später spielte Nagumanow auch für die zweite Mannschaft bei Zenit Sankt Petersburg. Für die erste Mannschaft kann Nagumanow ein Pflichtspiel aufweisen. Da Nagumanow keine größere Chance sah für die erste Mannschaft zu spielen, wurde er in den Jahren 2007 und 2008 ausgeliehen. Für Tekstilschtschik Iwanowo und Sportakademklub Moskau spielte Nagumanow in der zweiten russischen Liga der 1. Division. Im Sommer 2009 kehrte er zu seinem Jugendclub Zenit St. Petersburg zurück und spielte dort wieder in der zweiten Mannschaft. Von dort wechselte er im Sommer 2010 dann in die erste litauische Liga zu VMFD Žalgiris Vilnius. Dort sammelte Nagumanow weitere internationale Erfahrungen und spielte in der Saison 2012/13 in der Europa-League-Qualifikation. In der ersten Runde der Qualifikation scheiterte seine Mannschaft am FC Admira Wacker Mödling nach einem 1:1 und 1:5. Nagumanow wurde im Hinspiel in der 83. Minute eingewechselt. Im Rückspiel spielte er von Beginn an und wurde in der 57. Minute durch Mantas Kuklys ersetzt. Im Jahr 2013 spielte Nagumanow für den Landesligisten TSG Öhringen. Er entschied sich aus privaten Gründen für diesen Wechsel, da seine Frau in Öhringen lebt. Im Sommer 2013 wechselte er zum FSV Hollenbach in die Oberliga Baden-Württemberg. Im Sommer 2014 verpflichtete ihn der TSV Crailsheim, für den er wieder in der Landesliga spielte. Im Sommer 2016 schloss er sich dem TSV Ilshofen in der Verbandsliga Württemberg an. Ab 2018 spielte er für den TSV Obersontheim in der Bezirksliga Hohenlohe. 2021 wechselte er wieder zur TSG Öhringen, wo er 2013 seine Karriere beendete.

## Erfolge
- Litauischer Fußballpokalsieger 2012[3]

## Sonstiges
Andrei Nagumanow hat einen älteren Bruder, Roman Nagumanow, der ebenfalls Fußballprofi ist und seit 2010 bei VMFD Žalgiris Vilnius unter Vertrag steht.